# Thraco-Cimmerisch

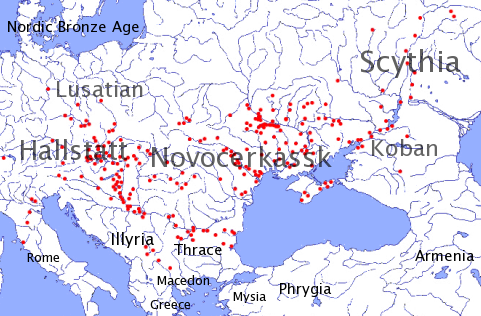
verspreiding van de Thrako-Cimmerische vondsten

Thraco-Cimmerisch is een archeologische term die wordt gebruikt voor een groep vondsten uit de 8e-7e eeuw v.Chr. in een groot gebied van van de Pontisch-Kaspische Steppe tot Centraal-Europa. De benaming is afgeleid van de historisch bekende volkeren der Thraciërs en Cimmeriërs, waarmee een verband werd verondersteld.
In 1925 postuleerde Paul Reinecke een zogenaamde "Noordthrakisch-Cimmerische cultuurregio" (nordthrakisch-kimmerischer Kulturkreis) welke overlapte met de vroege Hallstattcultuur van de oostelijke Alpen. De term Thraco-Cimmerisch (thrako-kimmerisch) werd voor het eerst gebruikt door de Roemeense archeoloog Ion Nestor in de jaren 1930. Nestor veronderstelde een migratie van Cimmeriërs naar Centraal-Europa uit het gebied van de sroebnacultuur, mogelijk veroorzaakt door een Scythische expansie uit Centraal-Azië, aan  het begin van de Europese ijzertijd. Deze zou van bepalende invloed zijn op de late Lausitzcultuur en de zich ontwikkelende Hallstattcultuur.
De Thraco-Cimmerische vondsten bestaan uit grafgiften en depotvondsten. Alle artefacten zijn luxe- en prestigeartikelen zoals zwaarden, paardentuig en sieraden, en worden slechts in een klein deel van de graven uit de betreffende periode gevonden. De metalen, meest bronzen voorwerpen worden gevonden in de context van de late urnenveldencultuur, maar hebben geen typologische voorgangers in die cultuur. Daarentegen lijken ze hun oorsprong te hebben bij de Kobancultuur van de Noordelijke Kaukasus, welke tezamen met de sroebnacultuur aan de basis lag van de Tsjernogorovskcultuur van de 9-7 eeuw v.Chr. Vanaf de 7e eeuw v.Chr. verspreidden deze Thraco-Cimmerische objecten zich westwaarts tot in Centraal-Europa, met vondsten tot in Denemarken en Zwitserland. Gelijktijdig met deze bronzen voorwerpen verschijnen vroege ijzeren voorwerpen, waarmee de Europese IJzertijd begint.